# 1–3 Hairst Street

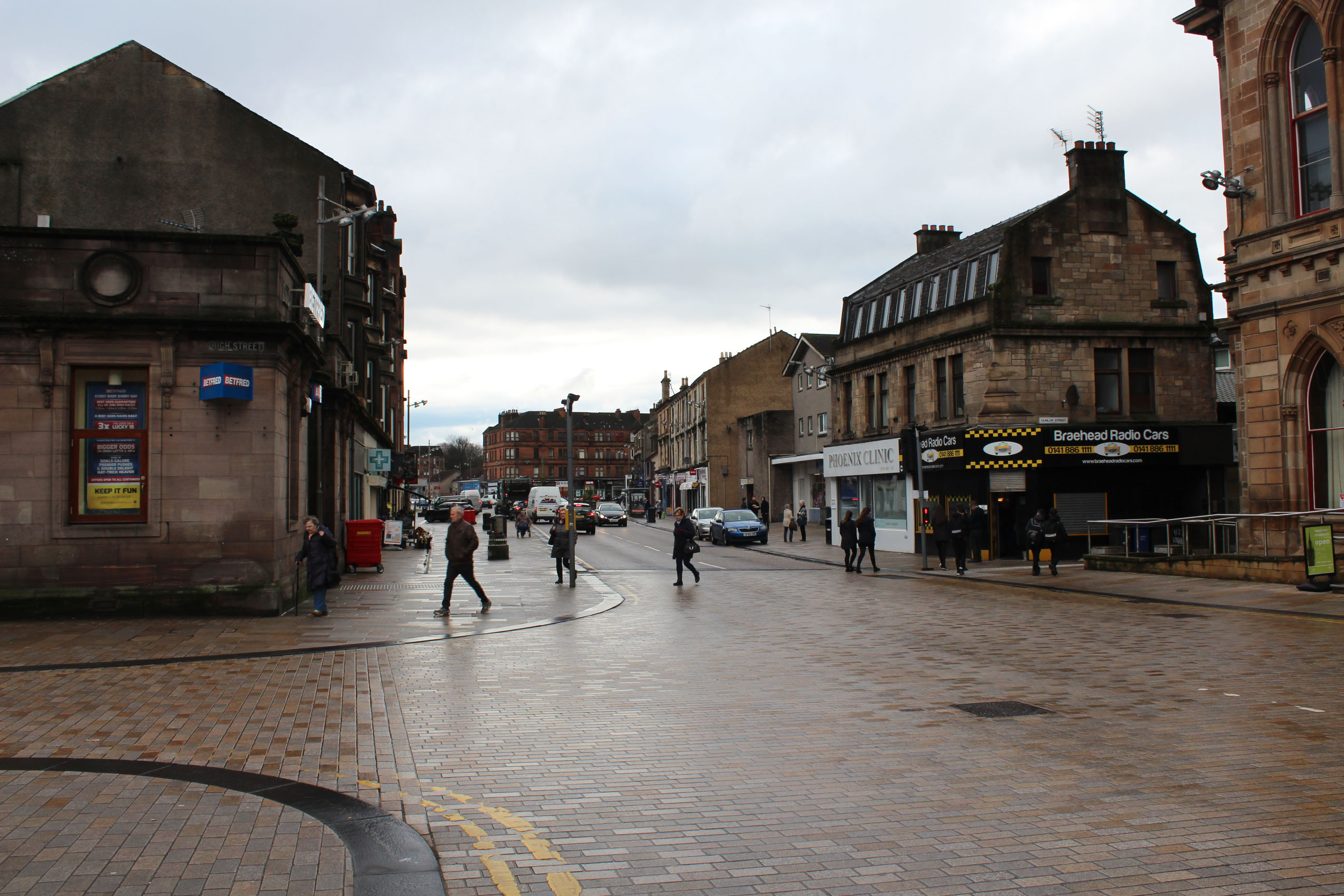
Teile von 1–3 Hairst Street sind am linken Bildrand zu sehen

Unter der Adresse 1–3 Hairst Street in der schottischen Stadt Renfrew in der Council Area Renfrewshire ist ein Geschäftsgebäude zu finden. 1971 wurde das Bauwerk in die schottischen Denkmallisten in die Denkmalkategorie B aufgenommen.

## Beschreibung
Das einstöckige Gebäude befindet sich an der Kreuzung zwischen Hairst Street (A741) und High Street (A877) im Zentrum von Renfrew. Es wurde um 1910 nach einem Entwurf des schottischen Architekten Thomas Graham Abercrombie im Beaux-Arts-Stil erbaut. Ursprünglich beherbergte es eine Zweigstelle der Union Bank of Scotland und nach deren Verschmelzung der Bank of Scotland. Heute sind dort Ladengeschäfte untergebracht. Die westexponierte Frontseite entlang der Hairst Street ist mittig halbrund ausgespart. Der dort befindliche Haupteingang ist halbrund verdacht und mit ionischen Säulen gestaltet.